# Брију сир Бутон
Брију сир Бутон (фр. Brioux-sur-Boutonne) насеље је и општина у западној Француској у региону Поату-Шарант, у департману Де Севр која припада префектури Ниор.
По подацима из 2011. године у општини је живело 1513 становника, а густина насељености је износила 97,68 становника/km². Општина се простире на површини од 15,49 km². Налази се на средњој надморској висини од 64 метара (максималној 94 m, а минималној 51 m).

## Демографија
| 1962. | 1968. | 1975. | 1982. | 1990. | 1999. | 2011. |
| ----- | ----- | ----- | ----- | ----- | ----- | ----- |
| 1.303 | 1.466 | 1.641 | 1.577 | 1.428 | 1.451 | 1.513 |

График промене броја становника у току последњих година